# 小行星9431
小行星9431（英語：9431）是一颗围绕太阳公转的小行星。1996年8月12日，Farra d'Isonzo在法拉迪松佐发现了此天体。
这颗小行星的绝对星等为185.4926571427446等。